# Davey Suicide (álbum)
Davey Suicide es el álbum debut del grupo de heavy metal Davey Suicide publicado en marzo de 2013.

## Lista de canciones
| Davey Suicide |                                 |          |  |
| N.º           | Título                          | Duración |  |
| 1.            | «Cross Your Heart»              | 1:23     |  |
| 2.            | «Generation Fack Star»          | 3:04     |  |
| 3.            | «Sick Suicide»                  | 3:27     |  |
| 4.            | «Hustler Queen»                 | 3:05     |  |
| 5.            | «Uncross Your Legs»             | 3:39     |  |
| 6.            | «Unholywood Killafornia»        | 2:55     |  |
| 7.            | «In My Chest Is a Grave»        | 4:20     |  |
| 8.            | «Kids in America»               | 3:36     |  |
| 9.            | «One More Night»                | 3:38     |  |
| 10.           | «Professor Asshole»             | 0:43     |  |
| 11.           | «Grab a Gun & Hide Your Morals» | 2:37     |  |
| 12.           | «Fallacies»                     | 1:07     |  |
| 13.           | «God Head Killers»              | 2:36     |  |
| 14.           | «I’ll Take a Bullet for You»    | 4:17     |  |
| 40:27         |                                 |          |  |

## Músicos
- Davey Suicide: voz
- Needlz: teclados, coros y programadores
- Ashes: guitarra
- Drayven Davidson: batería
- Brent Ashley: bajo

- Datos: Q29639785